# Lorenzopius tubulatus
Lorenzopius tubulatus är en stekelart som först beskrevs av Fischer 1979.  Lorenzopius tubulatus ingår i släktet Lorenzopius och familjen bracksteklar. Inga underarter finns listade i Catalogue of Life.